# شهرستان تچف
شهرستان تچف (به لاتین: Tczew County) یک شهرستان در لهستان است که در استان پومرانی واقع شده‌است.

## خصوصیات
شهرستان تچف ۶۹۷٫۵۴ کیلومترمربع مساحت و ۱۱۲٬۶۱۴ نفر جمعیت دارد.